# Duanzhou

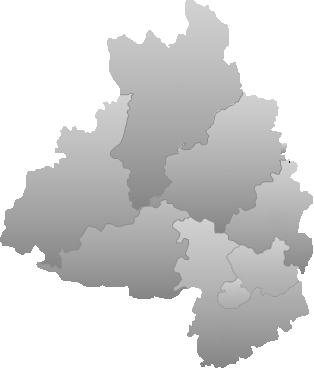
Lage des Stadtbezirks Duanzhou im Gebiet der bezirksfreien Stadt Zhaoqing

Der Stadtbezirk Duanzhou (chinesisch 端州区, Pinyin Duānzhōu Qū) ist ein Stadtbezirk in der chinesischen Provinz Guangdong. Er gehört zum Verwaltungsgebiet der bezirksfreien Stadt Zhaoqing. Duanzhou hat eine Fläche von 154 km² und zählt 602.402 Einwohner (Stand: Zensus 2020). Er ist Zentrum und Regierungssitz von Zhaoqing.

## Administrative Gliederung
Auf Gemeindeebene setzt sich der Stadtbezirk aus vier Straßenvierteln und zwei Großgemeinden zusammen. 